# Schönteichen
Schönteichen (alt sòrab: Běła Hatowy) és un municipi alemany que pertany a l'estat de Saxònia. Es troba a 5 kilòmetres al nord-est de Kamenz

## Nuclis de població
| Běła Hatowy (Schönteichen) - Běła (Biehla) - Brunow (Brauna) - Hlinka (Cunnersdorf) - Wukecy (Hausdorf) | - Lubnjow (Liebenau) - Pětrij Haj (Petershain) - Roźbruk (Rohrbach) - Šombach (Schönbach) - Zmrózow (Schwosdorf) |